# 灰礬柘榴石
灰礬柘榴石（かいばんざくろいし）は、ネソケイ酸塩の柘榴石群に属する鉱物の一種である。
グロッシュラー（grossular）とも呼ばれる。この名称は、緑色の結晶から西洋スグリの旧学名、Grossulariaにちなんだものである。

## 特徴
組成式はCa3Al2(SiO4)3で表され、純粋なものは無色であるが普通は少量の灰鉄柘榴石および灰鉻柘榴石成分を固溶体として含み淡褐色や淡緑色を呈する。屈折率は1.74程度であるが、密度と共に固溶する灰鉄柘榴石成分などの比率により変動する。カルシウムイオンのイオン半径がやや大きいため、苦礬柘榴石や鉄礬柘榴石とは固溶体をつくりにくい。ケイ酸の一部は水酸基と置換し、「ヒブシュ柘榴石」（Hibschite）という独立種とされてきたが、現在は灰礬柘榴石の一種として扱われる。
一般の柘榴石と同様に菱形十二面体あるいは偏菱二十四面体の自形結晶をつくりやすく菱形十二面体が一般的である。灰鉄柘榴石などとの区別は難しいが、灰鉄柘榴石は磁化率が高いことなどから区別が可能である。

## 産出

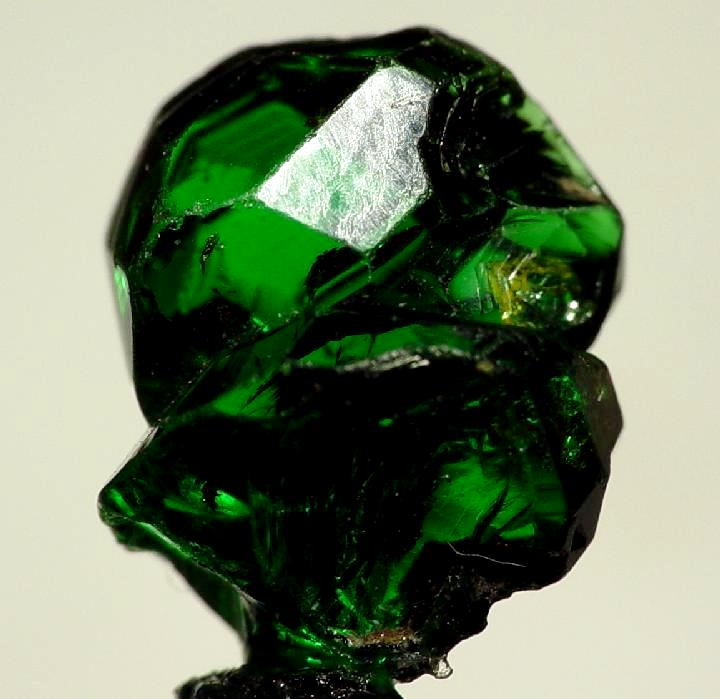
ツァボライト

スカルン中あるいは蛇紋岩中など様々な産出形態があり、変成岩中にも産出する。熱力学的には常圧下では不安定であり高圧下で安定となるため人工合成は困難を伴い、20000気圧、900℃が合成の最適条件とされる。常圧、1080℃以上では分解してゲーレナイト（Ca2Al2SiO7）、珪灰石および灰長石の混合物となる。
世界の有名な産地としては、ケニア、イタリア、スリランカ、メキシコ、カナダ・ケベック州（石綿に伴ったもの）、ロシア・ヴィリュイ川などがある。塊状で産出することも多く、南アフリカ産の「トランスバール・ジェード」など、別の石の名称を冠した多彩な名称を持つ。
ケニアからはクロムを含む濃い緑色を呈した種類を産することがあり、透明度の高いものはツァボライト（Tsavolite）の名の宝石で呼ばれる。
日本国内の産地では、福島県伊達市霊山地域や長野県川上村の甲武信鉱山のスカルン中、あるいは福岡県篠栗町の蛇紋岩中などが挙げられる。